# Сендзишув
Сендзишув (пол. Sędziszów)  —  город  в Польше, входит в Свентокшиское воеводство,  Енджеювский повят.  Имеет статус городско-сельской гмины. Занимает площадь 7,97 км². Население — 6830 человек (на 2004 год).